# Therese Neumann

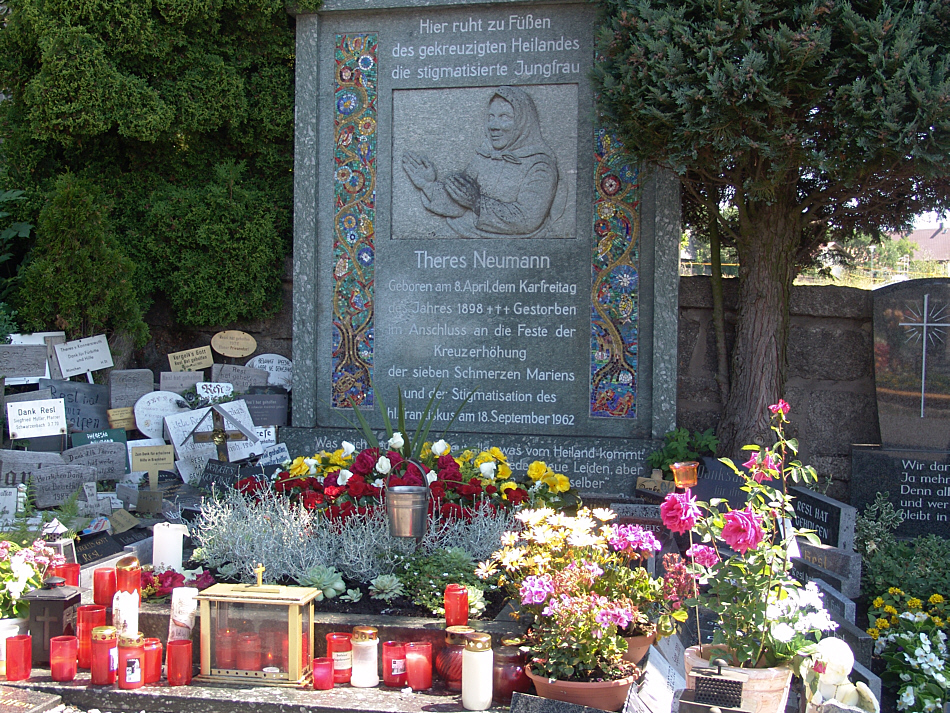
Grób Therese Neumann

Therese Neumann, Teresa z Konnersreuth (ur. 9 kwietnia 1898 w Konnersreuth, zm. 18 września 1962, tamże) – niemiecka mistyczka i stygmatyczka. Była członkiem Franciszkańskiego Zakonu Świeckich, Służebnica Boża.

## Dzieciństwo i młodość
Therese urodziła się w katolickiej rodzinie krawca w Bawarii. 10 marca 1918 ratując bydło z płonącej stajni wuja, uległa wypadkowi, którego skutkami był paraliż i ślepota.
29 kwietnia 1923, w dzień beatyfikacji Teresy z Lisieux odzyskała wzrok, a 17 maja 1925, w dzień kanonizacji karmelitanki wróciła jej władza w nogach. 13 listopada 1925 wykryto u Therese zapalenie wyrostka robaczkowego. Poprosiła swoją rodzinę, aby zabrała ją do kościoła na wspólną modlitwę w intencji powrotu do zdrowia. Następnie zdiagnozowano, że została uzdrowiona ze wszelkich śladów choroby.

## Mistyczne przeżycia
5 marca 1926 Therese miała zostać obdarzona stygmatami. Na jej rękach, nogach, głowie i boku widoczne były krwawe rany. Co tydzień, od północy w czwartek do godziny trzynastej w piątek jej rany otwierały się i krwawiły. Traciła dziesięć kilogramów wagi ciała, która naturalnie wynosiła około pięćdziesiąt pięć kilogramów. Podczas ekstaz, miała obserwować mękę Jezusa, przepowiadać przyszłe wydarzenia i mówić obcymi językami (między innymi językiem aramejskim), których nigdy wcześniej nie poznała. Pomimo cierpień, w pozostałych dniach tygodnia była aktywna i pełna energii.
Świadkowie twierdzą, że dzięki modlitwie Therese upraszała u Boga uzdrowienie chorych ludzi, przyjmując na siebie ich dolegliwości. W ten sposób chciała pomagać cierpiącym chorym bliźnim.
Do jej domu w Konnersreuth pielgrzymowało setki ludzi, prosząc o łaski i wstawiennictwo u Boga.

## Niejedzeniei stygmaty
Od 1922 aż do swojej śmierci w 1962 Therese miała nie spożywać żadnych pokarmów oprócz codziennej Eucharystii i nie nawadniać się od 1927. Dietę tę miała stosować od odprawienia modlitwy, w której prosiła, aby choroba mężczyzny z jej parafii, przygotowującego się do święceń kapłańskich, została przeniesiona na jej gardło. W lipcu 1927 przez 15 dni (14-28) Neumann była poddawana obserwacji i badana w swoim domu przez lekarza Otto Seidla i cztery franciszkańskie zakonnice. Nie udało się zaobserwować by cokolwiek spożywała. Jednak poważne wątpliwości wzbudził fakt, że jej waga w czasie badania spadła ze 121 do 112.5 funta. Do ostatniego dnia jej waga powróciła do normy. Na spożywanie przez nią pokarmów podczas 15-dniowej obserwacji zdawały się wskazywać także badania moczu. Rodzina odmówiła dalszych badań i obserwacji, więc miały miejsce tylko raz. Jej postać opisał Paramahansa Jogananda w swojej "Autobiografii Jogina", wydanej w 1946.
W dniach 22-23 marca 1928 również jej stygmaty zostały poddane obserwacji przez grupę osób wliczając w to biskupów i lekarzy. Obecny tam profesor Martini z Uniwersyteckiego Szpitala w Bonn napisał na ten temat raport. Uznał jej zachowanie za podejrzane ze względu na fakt, że wylewy świeżej krwi ze stygmatów następowały akurat po tym jak obserwatorzy byli proszeni o opuszczenie pokoju.
Za czasów III Rzeszy, Therese była ośmieszana i zniesławiana przez władzę. Naziści wiedzieli o jej poglądach i obawiali się jej osoby oraz rosnącej popularności. Była obserwowana przez Gestapo. Za zezwoleniem władz kościelnych, kilkakrotnie pozostawała pod obserwacją Fritza Gerlicha. Zachęcała, aby kontynuował swój sprzeciw wobec Adolfa Hitlera i jego narodowo-socjalistycznej partii. W 1929 opublikował wyniki swych prac w dwóch tomach, a dwa lata później wydał publikację pt.: „Walka o wiarygodność Therese Neumann”. Gerlich nawrócił się na katolicyzm i 29 września 1931 wziął z żoną ślub kościelny w kościele kapucynów w Eichstatt.

## Śmierć i kult
Therese zmarła wskutek nagłego zatrzymania krążenia i została pochowana na cmentarzu w Konnersreuth. Wokół pomnika umieszczane są tabliczki wotywne z wygrawerowanymi prośbami, podziękowaniami i nazwiskami darczyńców. Jej grób nawiedzany jest przez pielgrzymów z różnych krajów świata.
W 2004 blisko 40 000 osób podpisało prośbę o jej beatyfikację. W 2005 biskup Gerhard Ludwig Müller rozpoczął proces beatyfikacyjny Therese na szczeblu diecezjalnym.